# Бардадим Сергій Львович
Сергі́й Льво́вич Бардади́м — український радянський футболіст, півзахисник, відомий за виступами у складі команди «Динамо» (Київ) 1928—1929 років.

## Загальні відомості
Футбольну грамоту здобув під час юнацьких змагань на Солом'янці.
З 1922 року грав за команду «Залдор» Київ на позиції правого інсайда.
1922 року грав за команду Києва на турнірі, що проводився в рамках 1-ї Всеукраїнської олімпіади в Харкові.
1927 року грав за збірну команду Києва на турнірі в рамках 4-ї Всеукраїнської спартакіади.
1927 року у складі команди «Райкомвод» взяв участь в міжнародному матчі проти збірної Робітничої спортивної асоціації Англії, в якому кияни перемогли з рахунком 6:2.
1928 Сергій Бардадим перейшов до київського «Динамо», яке тоді починало свій легендарний шлях у футболі і став одним з його перших гравців. Брав участь у товариських матчах, зокрема у першому офіційному товариському матчі проти одеських одноклубників 17 липня 1928 року (2:2), у товариському матчі з московськими одноклубниками 1 вересня 1928 року (2:6), зі збірною Білорусі на виїзді (1:5) та у складі збірної Києва проти московського «Динамо» 2 вересня 1928, який закінчився з рахунком 3:3.
На перших порах паралельно з матчами за «Динамо» брав участь у міжміських матчах у складі збірної профспілок Києва: 15 травня 1928 року дома проти збірної профспілок Харкова, а 14 липня проти «Местрана» в Одесі. 17 червня грав за першу збірну Києва у матчі проти збірної Миколаєва.
Інформації про його подальшу долю обмаль. Відомо, що станом на 1967 працював у Києві, а станом на 1969 рік був пенсіонером.

## Цікаві факти
У другій половині 1920-х років Сергій Бардадим та його одноклубники по «Залдору» Василь Ямковий, Костянтин Костін та Олександр Фенцель одружились на чотирьох сестрах-гімнастках.

## Галерея

Перша фотографія в історії «Динамо», 01.09.1928
Фотографія "Динамо" 1928 року. Зліва направо (тільки футболісти): нижній ряд — Іванов С., Ідзковський, Дишкант; середній ряд — Мурашов, Бардадим, Пірокеті; верхній ряд — Рейнгольд, Трофимов, Кауфман, Терентьєв, Бойко
Київське «Динамо» перед матчем із дніпропетровським. Зліва направо: Пржепольський, Сердюк, Бардадим, Малхасов, Синиця, Тютчев, Піонтковський, Печений, Бланк, Денисов, Ідзковський